# Hiram (Géorgie)
Pour les articles homonymes, voir Hiram.
Hiram est une ville américaine située dans le comté de Paulding, dans l'État de la Géorgie.

## Démographie
| 1900 | 1910 | 1920 | 1930 | 1940 | 1950 |
| ---- | ---- | ---- | ---- | ---- | ---- |
| 105  | 254  | 329  | 303  | 282  | 299  |

| 1960 | 1970 | 1980  | 1990  | 2000  | 2010  |
| ---- | ---- | ----- | ----- | ----- | ----- |
| 358  | 441  | 1 030 | 1 389 | 1 361 | 3 546 |

En 2010, sa population est de 3 546 habitants.

## Source de la traduction
- (en) Cet article est partiellement ou en totalité issu de l’article de Wikipédia en anglais intitulé « Hiram, Georgia » (voir la liste des auteurs).